# کارل براون‌اشتاینر
کارل براون‌اشتاینر (آلمانی: Karl Braunsteiner; ۲۷ اکتبر ۱۸۹۱ – ۱۹ آوریل ۱۹۱۶) بازیکن فوتبال اهل اتریش بود.
وی همچنین در تیم ملی فوتبال اتریش بازی کرده‌است.